# 野良いぬ
野良いぬ（のらいぬ、1997年〈平成9年〉3月19日 - ）は、日本のイラストレーター、マルチクリエイター、VJである。
本名は生田良夢。愛称は野良ちゃん。静岡県静岡市出身。
2023年時点では映像制作チームPPPとヤネウラスタジオに所属している。2024年3月31日をもって、ヤネウラスタジオを退職し、再びフリーランスとして活動をしている。

## 来歴
中学1年生の頃から、本格的にイラストを書き始めた。
2012年頃からはマルチクリエイターとしての活動を開始し、同年冬のコミックマーケットの際にPPP（さんぴー）を結成した。その後2013年12月には「PPP」として初の制作動画である「FAKE TYPE. - FAKE STYLE」を公開した。
2016年6月には、ナナヲアカリの初楽曲「ハッピーになりたい」のMVを制作した。同年10月におこなわれたナナヲアカリの初ライブではVJとして参加した　これ以降、ナナヲアカリのバンドメンバー「えんじぇるズ」のVJをつとめている。
2018年からは、オリジナルキャラクターでVTuber「天死ちゃん」のプロデュースを開始した。
2022年には以前より参画していたヤネウラスタジオが正式稼働する。映像ディレクターとして「野良いぬ」「生田良夢」の両名義で所属していた。2024年3月31日をもって退職し、フリーランスとなる。

## 人物
中学生の頃は、コミュ障で根暗だったという。動画投稿サイトで作曲者とコラボしているイラストレーターを見て、「私もコラボしたい」と思うようになり、絵で仕事をすることを志した。
高校生の時に「かわいいだけじゃない女の子」を描きたいと思うようになり、そこから絵柄として「ゆめかわいい」や「病みかわいい」と表現されるようなイラストを主に制作している。
本人曰く、「なんでも屋さん犬」であり、「自分にできることはなんでも頼んでほしい気持ちですし、求められたらなんにでも全力で向き合いたいと思っています」と語る。

## 主な作品

### 映像作品
- 「FAKE TYPE. - FAKE STYLE 」映像制作
- 「リアル脱出ゲーム-ある実験室からの脱出-」OP、ED映像制作
- 「鬱P-生きてるおばけは生きている」イラスト・動画制作
- 「ハッピーになりたい / ナナヲアカリ」動画制作
- TVアニメ「ハッピーシュガーライフ」オープニング映像制作
- 「ダダダダ天使/ナナヲアカリ」動画制作

### イラスト作品
- 「FAKE TYPE.×PPP - FAKE ANIME BOOK～MV設定資料集～」全アートワーク
- 「甲賀流忍者ぽんぽこ」グッズイラスト